# 광독립영양생물

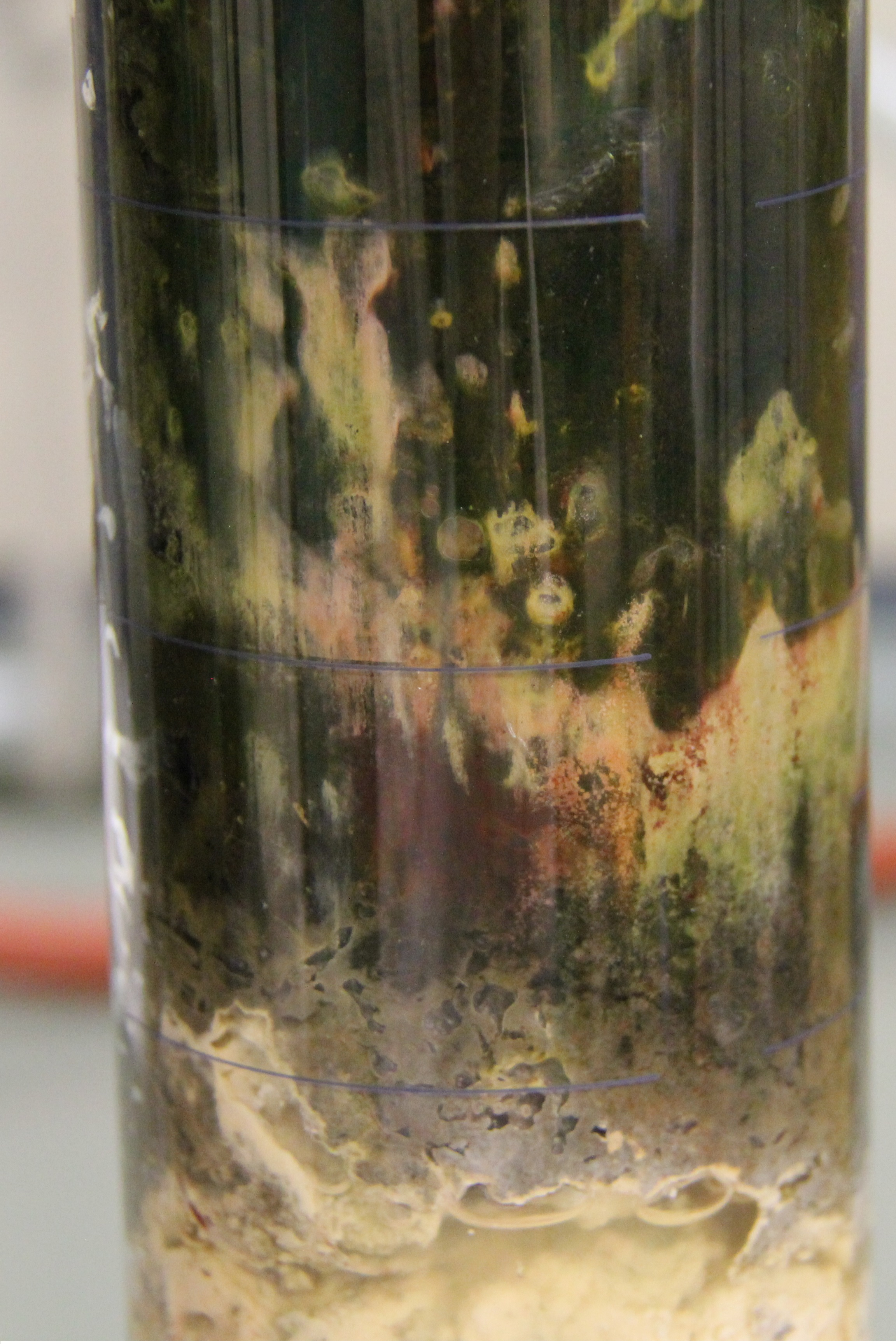
비노그라드스키 칼럼에 보라색과 녹색의 광독립영양생물이 보인다.

광독립영양생물(Photoautotroph)은 햇빛의 빛 에너지와 무기 화합물에서 얻는 원소 (화학)(예: 탄소)를 이용하여 자신의 물질대사에 필요한 유기 물질을 생산할 수 있는 생물이다(즉, 독립영양생물). 이러한 생물 활동을 광합성이라고 하며, 이러한 생물의 예로는 식물, 조류, 남세균 등이 있다.
진핵생물 광독립영양생물은 세포 내 공생설을 통해 얻은 엽록체에서 포르피린 미분인 광색소 엽록소를 통해 광 에너지를 흡수하는 반면, 원핵생물 광독립영양생물은 자유롭게 떠다니는 세포질 틸라코이드에 존재하는 엽록소와 세균엽록소를 사용한다. 식물, 조류 (수생 생물), 남세균은 산소를 부산물로 생산하는 산소 발생 광합성을 수행하는 반면, 일부 세균은 산소 비발생 광합성을 수행한다.

## 기원과 산소 대폭발 사건
화학적 및 지질학적 증거에 따르면, 약 26억 년 전에 광합성 남세균이 존재했으며, 그보다 10억 년 전부터 산소 비발생 광합성이 진행되어 왔다. 산소 발생 광합성은 자유 산소의 주요 공급원이었고, 약 24억~21억 년 전 신생대-고원생대 경계에서 산소 대폭발 사건으로 이어졌다. 산소 대폭발 사건의 종말은 멸종 사건을 능가하는 총 일차생산량의 상당한 감소를 특징으로 했지만, 세포 호흡의 발달은 유기 분자의 더 강력한 물질대사를 가능하게 하여 세포 내 공생설과 진화의 진핵생물로 이어지고 지구상의 복잡한 생명체의 다양화를 허용했다.

## 원핵생물 광독립영양생물
원핵생물 광독립영양생물에는 남세균, 프로테오박테리아문, 클로로플렉수스문, 아시도박테리아문, 녹색 황세균, 바실로타문, 겜마티모나도타문, 에레미오박테로타문 등이 있다.
남세균은 산소 발생 광합성을 수행하는 유일한 원핵생물 그룹이다. 산소 비발생 광합성 세균은 빛을 포착하는 색소 단백질 복합체인 광계 I 및 광계 II와 유사한 광계를 사용한다. 이 두 광계는 모두 세균엽록소를 사용한다. 산소 발생 광합성이 어떻게 진화했는지에 대한 여러 가설이 있다. 손실 가설은 광계 I과 광계 II가 산소 비발생 조상 남세균에 존재했으며, 거기에서 산소 비발생 세균의 다른 계통이 진화했다고 주장한다. 융합 가설은 광계가 나중에 수평적 유전자 이동을 통해 합쳐졌다고 주장한다. 가장 최근의 가설은 광계 I과 광계 II가 하나의 유전자에 의해 코딩된 단백질 복합체를 가진 알려지지 않은 공통 조상으로부터 분기되었다고 제안한다. 이 광계들은 오늘날 발견되는 광계들로 특화되었다.

## 진핵생물 광독립영양생물
진핵생물 광독립영양생물에는 홍조식물, 착편모조류, 부등편모조류, 은편모조류, 녹조식물, 유배식물 등이 있다. 이들 생물은 엽록체라는 소기관을 통해 광합성을 수행하며, 약 20억 년 전에 기원한 것으로 여겨진다. 엽록체와 남세균의 유전자를 비교하면 엽록체가 자유 생활에 필요한 유전자를 점차 잃어버린 남세균과의 세포 내 공생설의 결과로 진화했음을 강력히 시사한다. 그러나 모든 엽록체가 단일한 1차 세포 내 공생 사건에서 기원했는지, 아니면 여러 독립적인 사건에서 기원했는지를 판단하기는 어렵다. 일부 완족동물(기가토프로둑투스)과 이매패류(대왕조개)도 광독립영양 생활을 진화시켰다.